# Silke (Schauspielerin)
Silke, bürgerlich Silke Hornillos Klein (* 6. Februar 1974 in Madrid, Spanien) ist eine spanische Filmschauspielerin.

## Leben
Silke Hornillos Klein ist die Tochter eines spanischen Rechtsanwalts und einer deutschen Übersetzerin. Sie hat eine ältere Schwester, Elke, und einen jüngeren Bruder, Pelayo. Nach der Scheidung ihrer Eltern wuchs sie bei ihrem Vater auf. Ihre erste Nebenrolle hatte sie 1992 in dem Spielfilm Orquesta Club Virginia. Danach nahm sie am Laboratorio de Teatro William Layton in Madrid Schauspielunterricht. 1995 erhielt sie die Hauptrolle in Julio Medems Roadmovie Hola, ¿estás sola?, in dem sie mit einer Freundin eine riskante Reise nach Madrid und an die Costa del Sol unternahm. Bereits 1996 verpflichtete Julio Medem sie für seinen nächsten Film, Tierra, in dem sie die Mari spielte.
1997 wirkte sie in dem Kurzfilm Miranda hacia atrás mit. 2000 und 2001 folgten die Filme Km. 0 und Hau ab!, 2003 der spanisch-mexikanische Thriller Deadly Cargo, der im afrikanischen Senegal spielte. In dem spanischen Horrorfilm The Cold Hour von Elio Quiroga spielte sie 2006 die Überlebende Maria. Außerdem wurde sie für einige Werbespots engagiert.
Silke lebt auf Ibiza, ist verheiratet und hat eine Tochter.

## Filmografie (Auswahl)
- 1992: Orquesta Club Virginia
- 1995: Hola, ¿estás sola?
- 1996: Tierra
- 1996: Tengo una casa
- 1997: Miranda hacia atrás
- 2000: Kilometer 0 (Kilómetro cero)
- 2001: Hau ab!
- 2003: Deadly Cargo (Cámara oscura)
- 2006: The Cold Hour